# Lady K
Ne doit pas être confondu avec Lady Pink.
Pour les articles homonymes, voir Lady (homonymie).
Lady K, pseudonyme depuis 1998, de Jessica Balota, née le 23 octobre 1978 au Blanc-Mesnil, est une artiste plasticienne et graffeuse française qui pratique le lettrage,,,,,. Elle travaille et réside au Blanc-Mesnil en Seine-Saint-Denis.

## Biographie
« Si le surréalisme est empreint de l’esthétique du rêve et le situationnisme de l’ivresse, la démocratie directe est sans conteste l’apanage du writing. »

— Lady K,

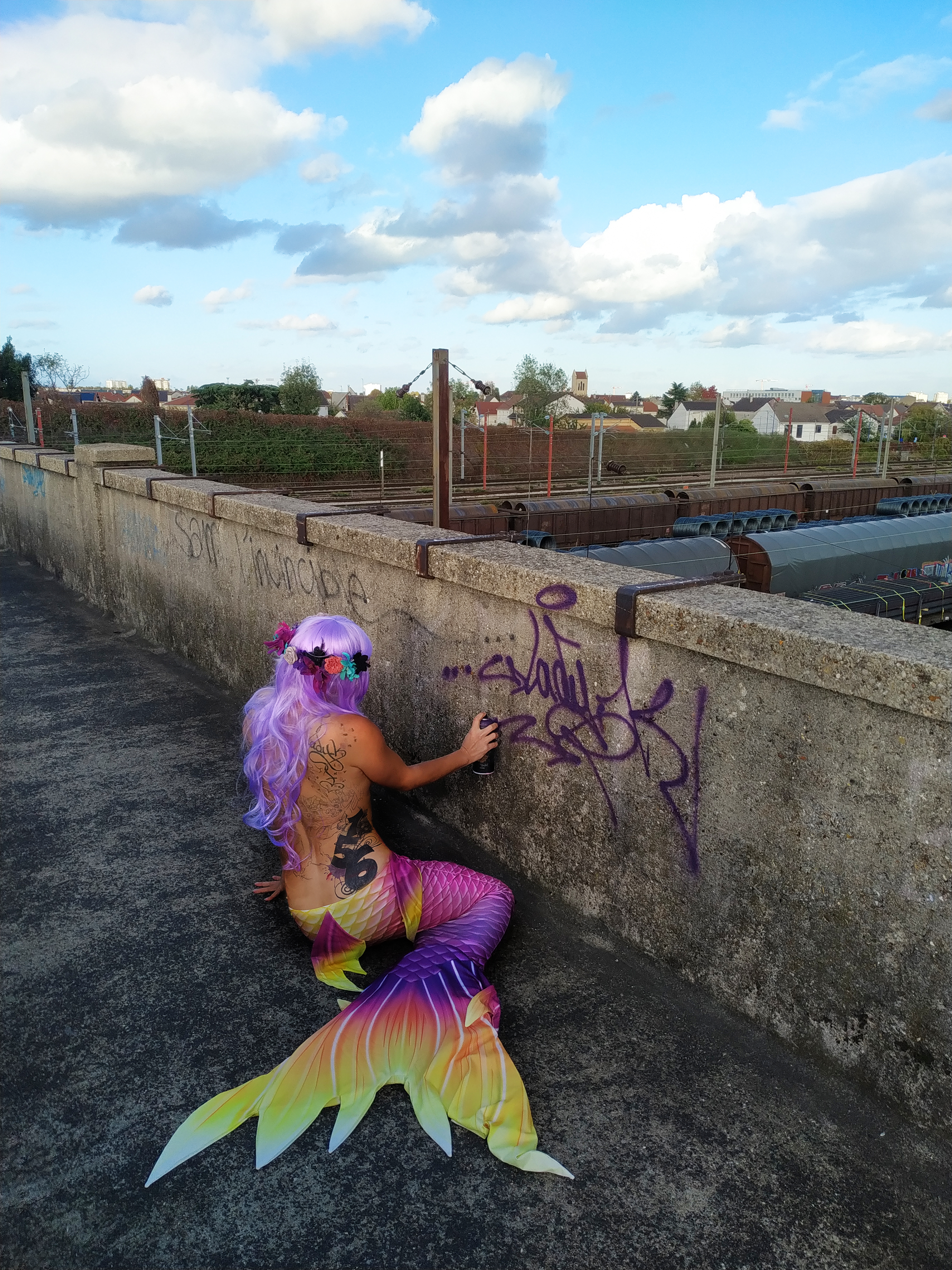
Lady K

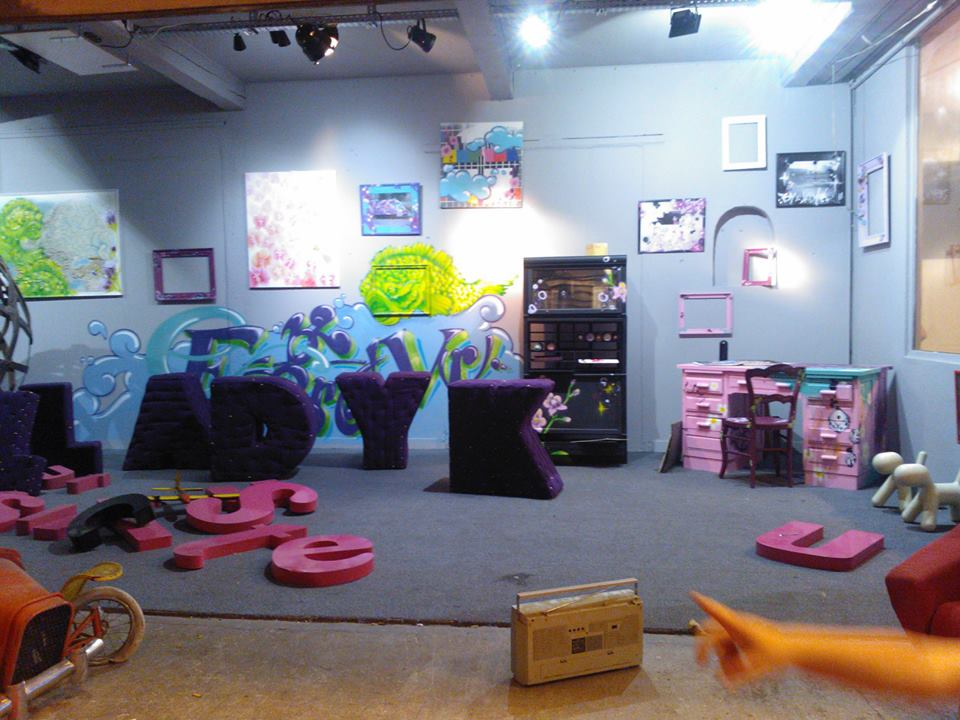
Lady K Installation Galerie saint Laurent, 2013

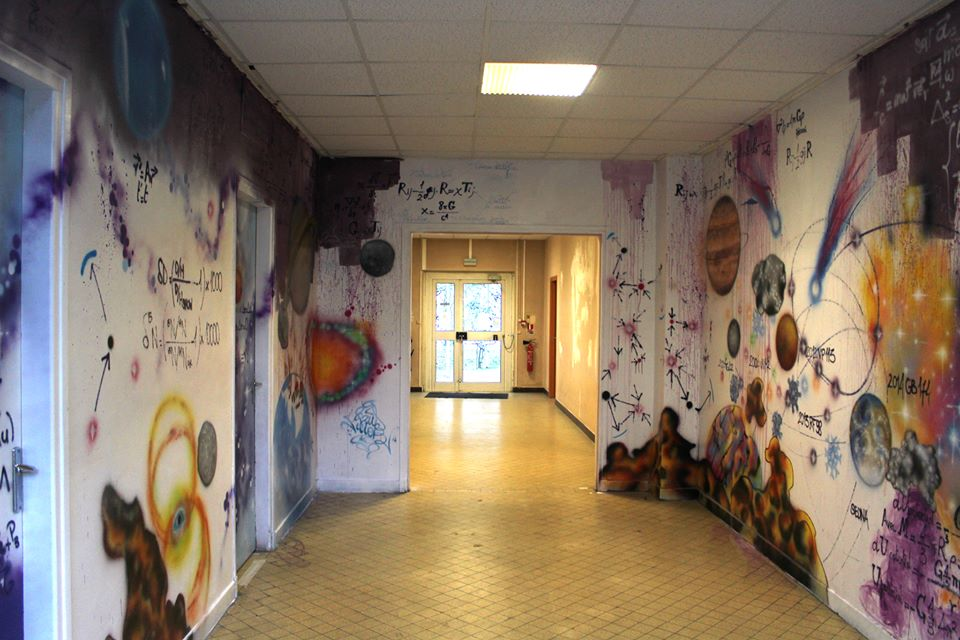
Peinture sur les murs du CSNSM réalisée par Lady K, 2017

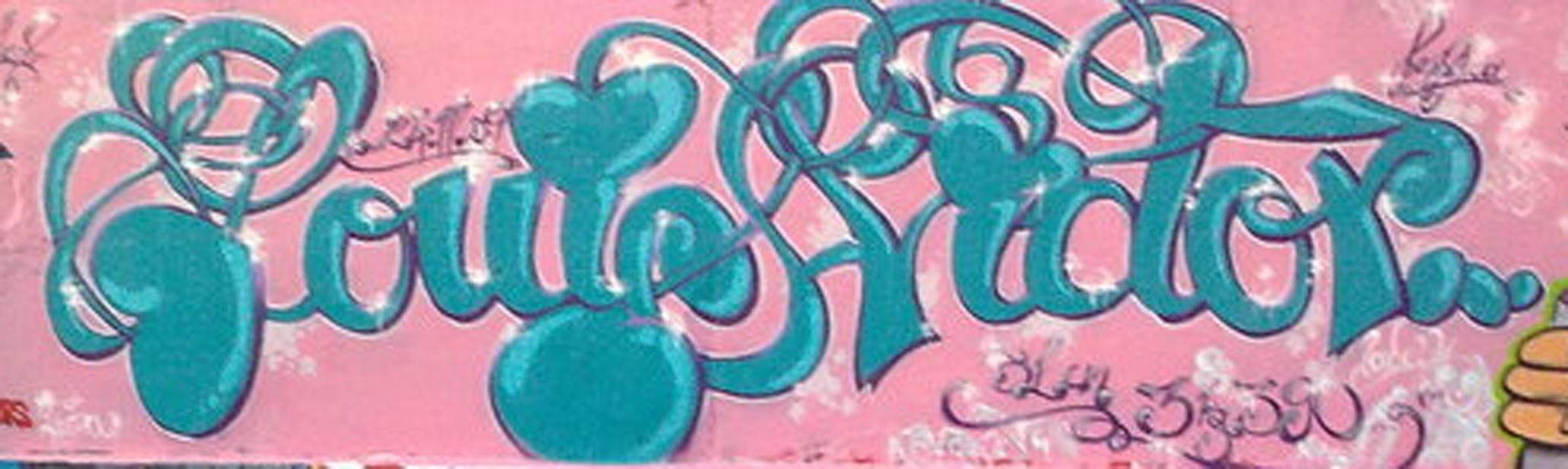
Louis-Victor par Lady K 2010

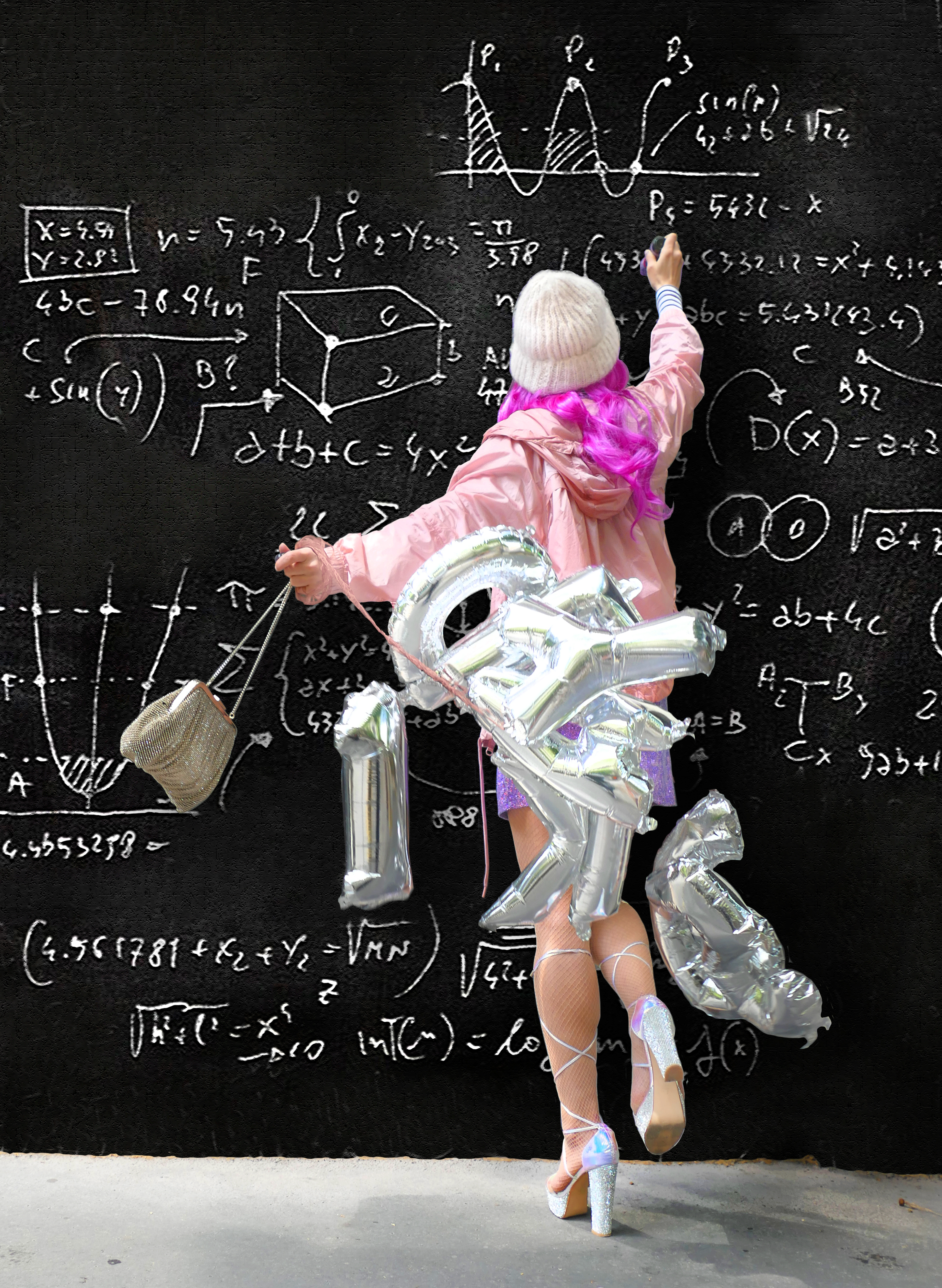
Lady K, Photo Vanessa Bedas, 2021

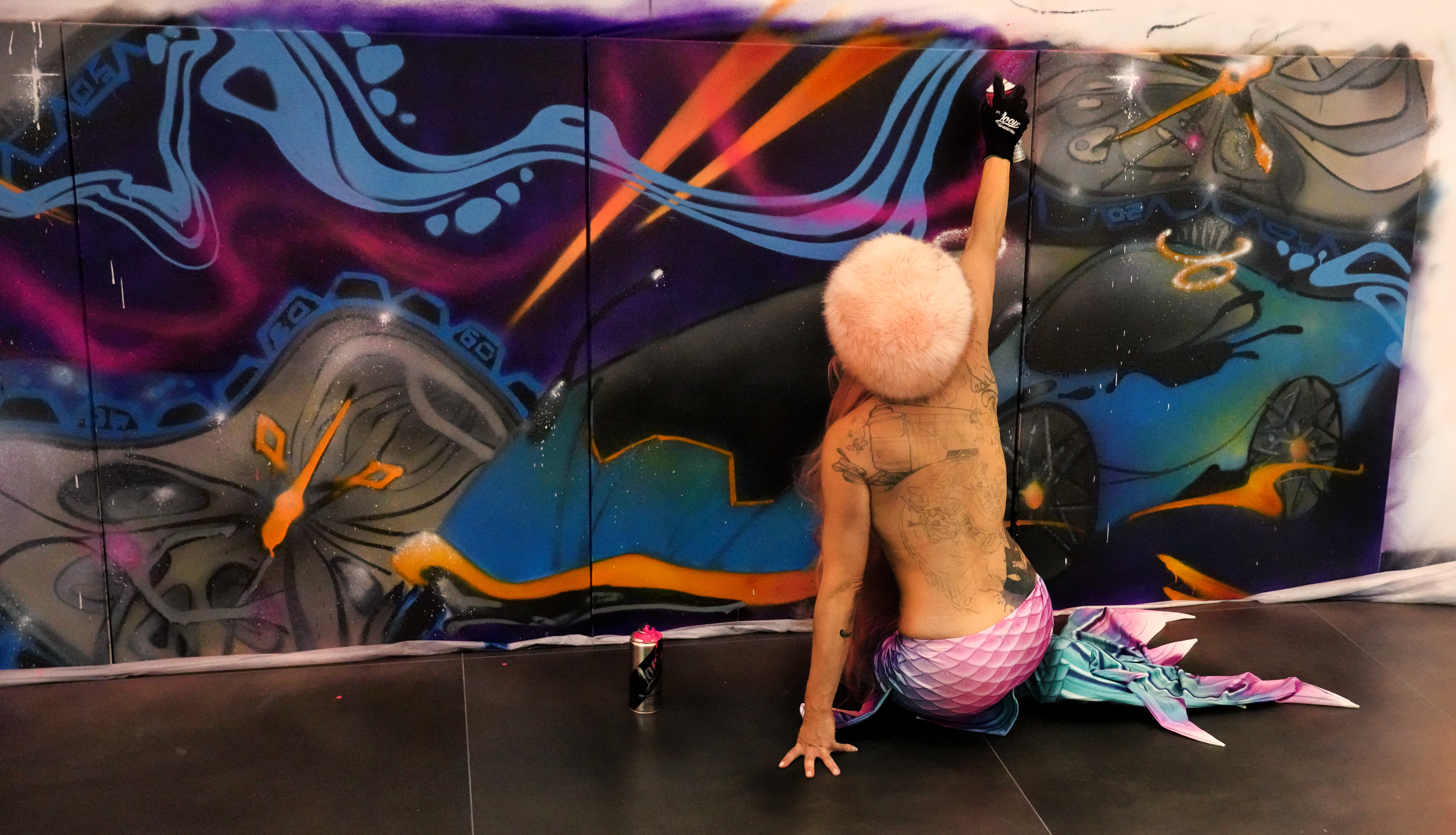
Lady K, pour Roger Dubuis et Lamborghini, Cannes, 2021

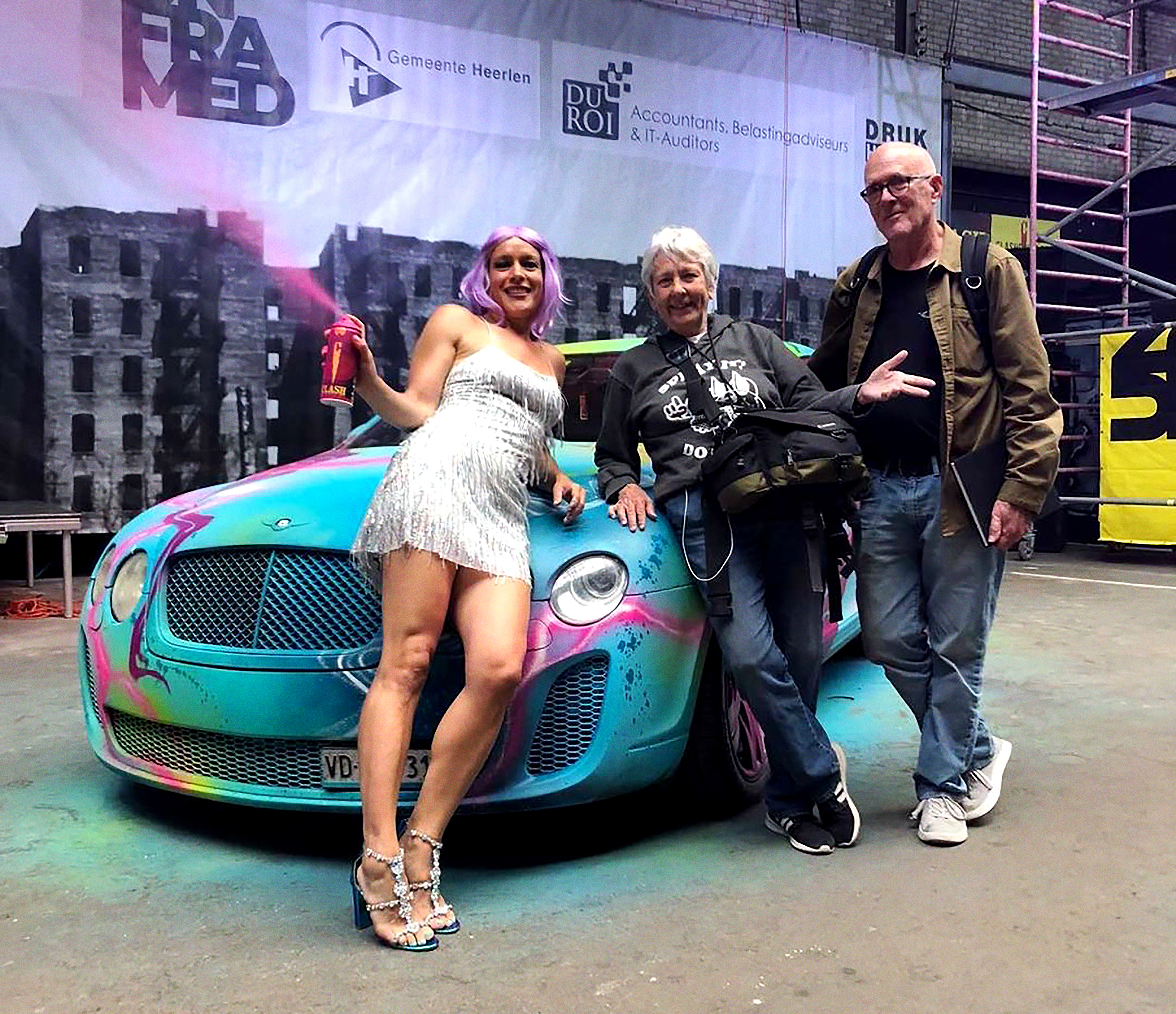
Lady K, Martha Cooper, Henry Chalfant, Hollande, 2021

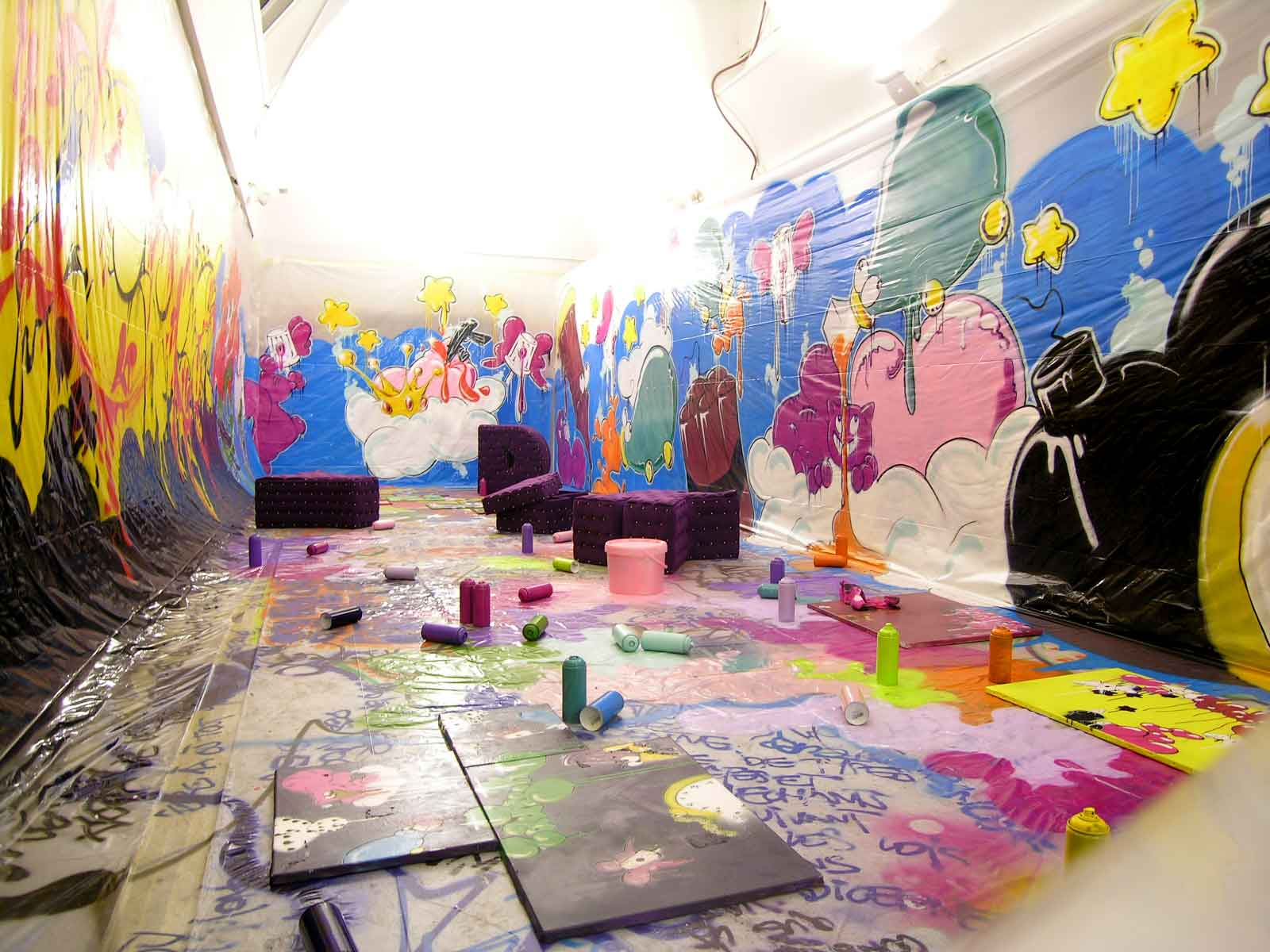
Installation aux Beaux-Arts de Paris, 2007

Lady K a étudié aux Beaux-Arts de Paris, dont elle sort diplômée en 2007,, et à l'université Paris 1,,,, ou elle suivra deux masters, l'un en Arts plastiques et création contemporaine, avec Françoise Parfait, et l'autre en Sociologie de l'art, avec Christophe Genin. Elle est membre de plusieurs crews, dont le collectif international 156 à la suite du parrainage de Psyckoze Nolimit, elle intègre alors le chiffre 156 à sa signature. Engagée elle répare les slogans contre les féminicides des colleuses anti-féminicides, qu'elle rejoint,, elle collera avec Marguerite Stern. Lady K apparait dans le dvd 3.22 Art sous pression, de Marc Verdenet, 2007, distribution Sony,,. Ses graffs étaient présents sur les murs du K-13, immeuble désaffecté d'ERDF devenu un squat artistique fermé en 2017, rue de Tolbiac dans le 13e arrondissement de Paris,,. Dans le cadre de son mémoire sur le lettrage elle réalise de nombreux interviews d'artistes, publiés sur plusieurs sites dont Paris Tonkar,, Hiya et Urban Art Paris. Après les phrases elle intègre des équations dans ses graffs,,.

### Début de peintre
Lady. K peint depuis sa plus tendre enfance, lorsqu’elle était en CM1-CM2 elle adorait le cubisme et le surréalisme. Elle dessine des mangas sur des feuilles format A4 et va jusqu’à investir les carnets de croquis format raisin de son père, sculpteur et architecte d'intérieur. Baignée dans un univers à la croisée de l’Europe et de l’Asie, elle se plaît à puiser dans les ressources culturelles internationales, l’ouverture au monde étant pour elle le point de départ pour son travail. Elle a un déclic pour le writing lorsqu’en cinquième son amie revient avec un dessin qu’elle trouve magnifique. Dès lors elle souhaite faire pareil si ce n’est mieux. Un an après, en 1992-1993, elle tente les phrases allant du surréalisme à l'intention d'arrêter de fumer à la fin des années 1990. Puis au début des années 2000 elle expose ses œuvres.

### Atelier et toiles
Dès son adolescence elle a une pratique d'atelier où elle expérimente la peinture, la sculpture et la photographie. 
Elle utilise le splashing, le Dripping et ce qu’elle nomme le droping, une technique qu’elle a inventée à la fin des années 1990, qui consiste à vaporiser des cercles de différentes couleurs de peinture très près et laisser les couleurs fuser  
. Elle réalise des aquarelles d’équations ou de mots dans différentes langues, avec des titres poétiques ou des déclarations d’intention comme “ les utopies changent le monde ” ou scientifiques comme “ Gregorio Ricci-Curbastro" ou “ Quadrivitesse ”. Son travail sur toile interroge la place du tableau dans le street art, en 2018 elle expérimente à Berlin un dispositif qu’elle avait déjà expérimenté au début des années 2000 : mettre une toile sur un mur, graffer et récupérer un morceau du graff. Une captation alternative à la photographie et la vidéographie de l’acte performatif. Elle installe de grands pans de toiles sur le mur qui ampute le mur d'une partie de son motif. Puis elle installe sur le mur déjà peint un grand pan de toile où elle reconstitue le motif pour laisser le motif sur le mur intact et proposer une œuvre sur toile qui est un morceau de l'œuvre sur mur. Ces œuvres in situ sont une proposition de toiles pouvant être estampillées street art, car faites dans la rue et proposer une réponse au débat galerie/street art. Dans la Galerie Not Found (Notfoundgallery), à Moscou, en 2020 elle peint des murs pour y accrocher des toiles où elle reproduit le motif qui se trouve en dessous de la toile. Elle les filme en train de tomber pour les exposer au sol, laissant ainsi la place aux œuvres murales. On retrouve déjà dans son installation aux Beaux-Arts de Paris pour son diplôme la monstration de ses œuvres sur toile au sol, afin de laisser les murs peints dénués de toile.

### Photographies et vidéographies
Lady. K aime travailler des photos surréalistes alliant art, architecture, mode. Elle réinvente la photo documentant le lettrage, par des artifices féminins, des lieux, la temporalité généralement dévolue à la nuit pour commettre ces actes se déroule le jour, par souci de restitutions photographiques et vidéographiques optimales. Elle crée de là des happenings où les passants deviennent les spectateurs de ses extravagantes performances.

### Signature
A force de signer les murs de la ville, Lady. K finit par décliner la signature de différentes façons. Ses empreintes digitales apparaissent à la fin des années 1990 sur quelques œuvres. Des lettres capitonnées pour son diplôme aux Beaux-Arts de Paris. Des lettres-coussins pour une photo avec Pascal Boissière pour le magazine Painterz. Des signatures dans les quatre coins du tableau pour donner quatre sens au tableau. Des signatures protéiformes qui sont tour à tour nom des auteurs des formules, noms des théorèmes et postulats parce qu’elle souhaite dans la lignée de Fluxus que l’art rencontre la vie et dans la lignée du CNRS que la vie rencontre la science. ” Le titre est le bateau de la raison voguant sur les océans de l’imagination.”. Des signatures qui se libèrent de leur place dévolue en bas à gauche ou à droite pour s’installer n’importe où dans les tableaux. 

### Writing
Ses rencontres avec le writing remonte à l’enfance, dans la cours de son école primaire, puis elle fait ses premiers tags lorsqu’elle est au collège. Elle y trouve un côté ready-made qui authentifie le support comme une œuvre d’art ce qui lui fait dire que Gina Pane + Marcel Duchamp = Lady. K car les tags apparaissent comme des scarifications dans la ville, à l’instar des panneaux publicitaires, sauf qu’ici on n’y vend rien, on est dans le même anthropocentrisme que celui apparaissant à la Renaissance. Ce moment où l’on a commencé à remplacer Dieu par l’homme et la science, ce moment où justement la signature apparaît, parce que le peintre change de statut, passant d'artisan à artiste. Il fallait qu’elle explore cet art outsider qui n'était pas mentionné dans les livres d’art, qu’elle prouve qu’elle était capable de peindre dans une ville conçue par des hommes, pour des hommes. 
“Si j'écris Lady. K je me sers d’un facteur transgressif pour dire : Ok je suis une fille, mais je peux écrire mon nom comme les garçons et être plus forte qu’eux. Une façon de braver le monde comme l’a fait Rosa Park en allant s'asseoir, à l’avant d’un bus sur un siège réservé aux blancs.”  
Si l’on note ses premières sorties dès la cinquième, c’est en 1997 qu’elle commence à être plus prolifique pour finir par consacrer au writing toute son attention dès sa seconde année aux beaux-arts jusqu’à l’obtention de son diplôme en 2007. Elle en fait partout, seule, à la sauvage. Elle acquiert très vite une notoriété, son travail étant souvent médiatisé. Elle prend des risques, se brûle la main sur le troisième rail dans le métro, manque d’être happée par un RER le long des voies ferrées vers la gare du nord. Elle ne considère pas son travail comme du graffiti, qui pour elle est une sorte de gribouillis informes, mais un travail sur la lettre, du writting. Mot auquel elle ajoute un t pour distinguer le travail de l’écrivain de livre de l'écrivain sur murs. Cette terminologie vient du nom des précurseurs des années 1960 de ce qu’on nomme communément tag et graff. Le terme graffiti est arrivé après le terme writer, il a été instauré par les autorités pour requalifier péjorativement cette pratique d’écrire sur les murs. 
Elle considère que l’art urbain est un découpage de l’histoire de l’art qui succède à l’art contemporain, comme il a pu succéder à l’art moderne. De par son implantation dans l’espace public, elle postule qu’il faudrait de nouvelles approches en plus des disciplines comme la philosophie et la sociologie pour appréhender l’art, comme des spécialistes en politique. Elle définit le writing comme une nouvelle forme de représentation qui n’est ni figurative ni abstraite, mais la représentation d’une figure à l’aide de signes abstraits. C’est qui est l’essence de l'écriture qui se transpose dans le champ artistique. Elle invente la terminologie supracalligrammalistique, un mot-image qui se décline dans la ville comme un acte automatique. La ville devient alors le recueil collectif de poètes ayant transcendé le minimalisme du haïku par le supracalligramme. Selon elle le tag constituent une critique déconstructiviste de/dans la ville, comme les fresques peuvent la réenchanter.
Lady. K incarne le renouveau du writing à travers une féminité affirmée qui s’impose dans une discipline très masculine. C’est juchée sur ses hauts talons, un large chapeau et vêtue d’une robe qu’elle trace son pseudo à la bombe aérosol. Ses vidéos affolent la toile, elle est la personnalité du writing français la plus suivie sur Instagram. Elles sont retweetées en janvier 2022 par Laurence Parisot et Olivier Véran, mais également vendues sous forme de NFT. Dans ses vidéos elle fabrique des images contrastées entre sa tenue, l’architecture et son intervention qui rompt les stéréotypes. C’est une artiste hors-norme au sein d’un mouvement hors-norme. 
Elle ne fait pas que peindre un pseudonyme, elle décline des mots, en français, en espagnol, en russe, en arabe, des noms de philosophes, qu'elle travaille avec une esthétique empruntée au writing. Une esthétique qu’elle revisite : les flèches deviennent des plumes, des arabesques, les auréoles deviennent les anneaux de cartier. Elle cherche le rapport logique pour accéder à une harmonie entre les pleins et les déliés. Ses formes se veulent douces et rassurantes comme un Niki de Saint Phalle.

### Les opérateurs
On trouve dès l’adolescence des liens entre art et science dans sa pratique. Elle réalise ses premiers tags avec les bombes de son grand-père, ingénieur en microtechnique. Un de ses premiers tags est une formule chimique imaginaire : CH20. Bien des années plus tard, elle translate les opérateurs sur ses tableaux, jouant avec la polysémie de ce mot et troublant la frontière entre le tableau muséal et le tableau scolaire. Elle présente à la galerie Saint Laurent à Marseille en 2013 une installation avec une équation mathématique pour la première fois. De 2015 à 2017, elle peint au CSNSM des tableaux, des murs et réalise des photographies avec des formules de physique. En 2019 elle réalise une peinture sur l'accélérateur de particules situé à l'Université Pierre et Marie Curie, à Paris, faisant de lui probablement le seul accélérateur peint avec du street art au monde. Elle expose ses œuvres faites d’opérateurs à Paris Plage en 2021. Puis au Lavomatik à Paris en 2022, son exposition Logarythme présente une série de toiles et d'aquarelles avec ses déclinaisons plastiques d’opérateurs. Elle veut démocratiser la science, rendre la mathématique belle mais aussi la sortir de son abstraction en y apportant quelques succinctes explications, qui peuvent être écrites en russe, en arabe, en anglais. Au déconstructivisme que l'on rencontre avec le tag, elle apporte avec ces opérateurs une proposition reconstructiviste du monde basée sur l’harmonie de la logique qui serait susceptible de chasser l'angoisse du monde. 
 [vidéo] « Fukushima, vers une contamination plantaire », Lionel De Coninck (auteur), Olivier d’Angély (réalisateur), Patricia Loison (présentatrice) sur France 3, 19 février 2014, 74 min.

### Surpressionnisme
Elle écrit en 2015 un manifeste artistique qui a pour axe principal, le bonheur pour tous. Elle y met en avant l'égalité des sexes, des races, l’approche pédagogique de Maria Montessori, elle dépeint une utopie épicurienne. Elle s’inscrit en master au Panthéon-Sorbonne afin de travailler sur son manifeste. Il veut, comme celui d’André Breton, décrire un mode de vie. Elle y aborde les questions d’architecture, de politique, d’éducation, d’économie, de social. Elle prend ce qui lui semble le plus pertinent dans chaque discipline comme l'économie bleue, les règles du savoir-vivre, la communication consciente, la déclaration universelle des droits de la terre de Simon Bolivar. Elle distingue amour et emprise, où l’un repose sur une relation symétrique contrairement à l’autre. Elle y prône savoir, connaissance et conscience. Pour elle l’artiste combat l’idéologie en proposant une alternative utopique. Dans une envolée toute bretonnienne elle écrit au sujet des bienfaits du surpressionnisme : 

« Nos enfants nous remercieront en cours de sciences physiques… Le surpressionnisme libérera la science de son laboratoire, elle envahira le monde et elle se chantera dans toutes les cours de récréation. Nous formerons une future population ultra-consciente, car très intelligente. le impressionnisme nourrira l'empathie de nos enfants par la douceur d’une pédagogie bienveillante. »

— Lady K

### Collages anti-féminicides
En 2019 des messages contre les féminicides apparaissent dans la capitale française. Lady. K est émue par ce que vient de faire Marguerite Stern, qui vient de rompre le silence du huis-clos. Sans surprise quelques jours plus tard, Lady. K les retrouve abimés, elle décide d’en réparer certains. Réparer les collages anti-féminicides est l'expérience cathartique la plus intense qu’elle expérimente. Elle a l’impression d’être Fantômette dénonçant une injustice. Le message est bien plus compréhensible pour le spectateur que la déconstruction de la ville par le tag. Elle réalise ses premiers collages avec Marguerite Stern. Elle écrit des messages multicolores qui sont comme une solution, mais aussi les noms et chiffres désolants des victimes des violences faites aux femmes. Elle considère Marguerite Stern comme une artiste autant qu’une militante, une militante qui milite avec art.
“Les collages féminicides n’opposent pas l’Art et la politique, ils sont à la fois art et politique. Depuis les années 1970 l’art a pu rentrer dans les universités à travers cette dimension engagée, ce qui n’est pas nouveau, les avant-gardes ayant souvent un lien certain avec la politique. Les manifestes étaient souvent liés à une ambition d’agencer et que l’art y occupe une place dédiée. D’autres mouvements ont cherché à construire un monde plus égalitaire en s’inspirant du saint-simonisme.”

### Journalisme
Lorsqu’elle est en master II de sociologie de l’art pour écrire son mémoire sur les lettrages sous la direction de Christophe Génin, elle sillonne l'Europe et réalise un bon paquet d’interviews qui sont publiées dans Paris Tonkar, Hiya, Urban Art Paris.

## Expositions, évènements et réalisations
2023
- Urbaines - Street Art, Galerie d'art Le Comœdia à Brest, exposition collective, 10 femmes (Mélanie Bourget, Caroline Derveaux, Julia Forma, Foufounart, Lady K, Stéphanie Kilgast, Lady M, Sêma Lao, Petite Poissone, Miss Tic) (12 janvier - 1er avril 2023)[58]
- Conférence de Lady K, Galerie d'art Le Comœdia à Brest (4 mars 2023)[59],[60],[61],[62]

2022
- L'Expo des centcinquante, édition 2022, aux Trois Baudets et à mezzanine, Montmartre, exposition collective sous la tutelle du Journal le Chat Noir et de Roslucie, Paris (1er décembre - 11 décembre 2022)
- Vacarme, exposition collective, Galerie Coucke de la Condition publique, Roubaix (16 septembre - 17 décembre 2022)[63]
- District13 Art Fair, Hôtel Drouot à Paris (15 septembre - 18 septembre 2022)[64],[65], performances live sur les murs de l'aire de livraison[66]
- Rur graffiti, Festival des arts rurbains, Nogent-le-Rotrou (10 septembre - 11 septembre 2022)[67]
- It's street art time, exposition collective au Shack avec Jérôme Mesnager, Ardif, Berthet One, Cofee, Seb Toussaint, Lady K, OakOak... Paris (24 juin - 30 septembre 2022)[68]
- 152 Writers, chapelle Saint-Léonard-et-Saint-Martin, Croissy-sur-Seine (20 juin - 27 juin 2022)[64]
- Rencontres urbaines de Nancy (Run) (mai 2022)[69]
- Street Art au Comœdia, Galerie d'art Le Comœdia, Brest (28 avril - 23 juillet 2022)[4],[70]
- Lille Art'Up, exposition collective au Grand Palais de Lille (10 mars - 13 mars 2022)[71]
- Transition, les portes, Amiens (mars - septembre 2022)[64],[72]
- Carte sur table, exposition collective, Le Cabinet d'Amateurs, dans le 11e arrondissement de Paris (10 mars 2022 - 20 mars 2022)[64]
- Logarythmes, exposition solo, Le Lavo//Matik, dans le 13e arrondissement de Paris (21 janvier - 5 février 2022)[73],[7],[74]

2021
- Performance, Roger Dubuis et Lamborghini, Cannes (n.d. 2021)[75]
- The Museum of Graffiti, Wynwood, Miami (États-Unis) (n.d. 2021)[64] « (Vidéo en ligne) »
- Mister Freeze, Toulouse (n.d. 2021)[64]
- Octobre Rose, Toulouse (n.d. 2021)[64]
- Unframed, Heerle (Pays-Bas) (27 août - 5 septembre 2021)[76]
- Galerie LTK First Floor, place Louis Imbach, Angers (septembre 2021)[4],[64]
- Art et Sport la rencontre, Saint-Jean-de-Monts (11 juillet - 29 août 2021)[4]
- La Place sur Seine 2021 pour Paris Plages (10 juillet - 22 août 2021)[77],[78], semaine spéciale Lady K du 21 au 27 juillet[79], avec Sista et Zoia, artistes invités de lady K[80]
- L'Expo des 150, Villa Radet à Montmartre, exposition collective sous la tutelle du Journal le Chat Noir et curaté par Ambra Pelletier, Paris (21 mai - 24 mai 2021)[81],[82]
- Transition, musée éphémère du street art d'Abbeville, rue des Tilleuls (19 mai - 30 août 2021)[83],[72]

2020
- Galerie Perahia, exposition collective, Paris (n.d. 2020)[64]
- The Fence, Yard 5, Berlin (n.d. 2020)[64]
- Zoo Art Show 2020, Lyon (2020)[84]
- Jeu de carte - 54 street-artistes, 52 cartes + 2 jokers - en faveur du Téléthon (22 novembre 2020)[85]
- Come have a tea with us !, 8 artistes femmes, Cité de refuge dans le 13e arrondissement de Paris (3 octobre - 23 octobre 2020)
- Destin scellé, Mains d'Œuvres, exposition collective, Saint-Ouen (10 septembre - 20 septembre 2020)[86]
- Atomik Lab II, The Atomik Nation et Fluctuart, à Paris (7 février 2020)[87]
- Notfoundgallery, Moscou (début 2020)[36],[88]

2019
- Le Lavoir, exposition collective, Carrières-sur-Seine, (n.d. 2019)[4]
- Subway maps, Urban Spree, Yard 5, Berlin (n.d. 2019)[64]
- Dirty 4 Handz, à l'espace Oppidum, en face du Carreau du Temple à Paris, exposition collective sur invitation de Psyckoze (11 décembre - 18 décembre 2019)[89]
- Graffiti, Artrimoine en Sologne, 6ème biennale d'Art Contemporain, Salbris, boulevard de la République (juillet 2019)[90]

2018
- Le MUR 93 #2, Saint-Denis, face à la halle du marché, avec Psyckoze (17 novembre 2018 - 18 janvier 2019)[91]

2017
- Studio théâtre de Stains, Stains (n.d. 2017)[4]
- CSNSM, laboratoire scientifique de la faculté d'Orsay (2017)[92]
- Dans le cadre du festival Villes & Toiles, colloque sur le street art au féminin à l'Université d'Évry (10 octobre 2017)[93]

2016
- Prix du Graffiti & du Street-Art 2016, La Manufacture 111, boulevard Davout (5 octobre - 23 novembre 2016)[94],[95]
- Génie de la rue, Réalités inavouées et talents insoupçonnés, exposition collective, espace Christiane Peugeot, dans le 17e arrondissement de Paris (14 septembre - 25 septembre 2016)[4],[64]
- Performance collective à la villa Visitation, à l'invitation de la revue Oazarts (15 janvier - 17 janvier 2016)[96], les toiles seront exposées à (Re)Visitation, Galerie gare de Marlon[96]
- (Re)Visitation, exposition collective, Galerie gare de Marlon dans le 4e arrondissement de Paris (27 janvier - 7 février 2016)[97], vente au bénéfice de l'association CéKeDuBonheur conduite par Hélène Sy, l'épouse d'Omar Sy[96].

2015
- Espace Bazacle, exposition collective, Toulouse, (n.d. 2015)[4]
- Nuit Blanche, Fleming en lumière, une histoire d'avenir, projections, photographie et graffiti, avec Stéphane Lagoutte et Géraud Pineau, Bonneuil-sur-Marne (3 octobre 2015)[98]
- Ordre des avocats du Barreau de la Seine-Saint-Denis, exposition collective à la Maison de l'Avocat et du Droit à Bobigny (4 juillet 2015)[99],[100]
- Action contre le harcèlement de rue, fresque collective place de Rungis dans le 13e arrondissement de Paris (mars 2015)[101],[102]
- Prix du Graffiti 2014, exposition collective à la Fondation EDF dans le 7e arrondissement de Paris (11 février - 25 février 2015)[103],[104]
- 156 All Stars, 30th Anniversary, exposition collective By Our Own Rules, Bronx Museum, New York, États-Unis (janvier 2015)[4],[105]

2014
- Le Lavo//Matik, exposition collective, Paris, (n.d. 2014)[4]
- Le MUR Oberkampf dans le 11e arrondissement de Paris (août 2014)[106],[107] « (Vidéo en ligne) »
- Exposition Make art not war organisée par Wrung au profit de l'association CéKeDuBonheur, Espace Léon, Paris, (juin 2014)[4]
- Tétromino, avec Jinks Kunst et les membres du collectif Nantais C'est Pas Nous, pour l'année des 30 ans du jeu Tetris
  - Level 1 - La Nuit de l'Architecture de Tournai (19 avril 2014)[108]
  - Level 2 - Galerie Angle 3 de Quimper (9 mai - 10 mai 2014)[108]
  - Level 3 - Galerie Républic'art de Hyère (1er juin - 30 juin 2014)[108]
  - Level 4 Joueur 2 - Galerie Bab's de Bagnolet (13 septembre - 27 septembre 2014)[108]
- Trust in my art, Safety Art exposition collective et caritative au Prieuré de Locmaria (26 avril - 17 mai 2014)[109]
- In Situ art festival, Fort d'Aubervilliers, Aubervilliers (17 mai - 14 juillet 2014)

2013
- Jury Graff de Si T’ Culture, grande finale, 13 Habitat avec le conseil général des Bouches-du-Rhône, Radio Star et LCM, esplanade Bargemon à Marseille (12 octobre 2013)[110]
- Requiem for the street, Galerie Saint Laurent, Hall des antiquaires à Marseille (7 juin - 25 août 2013)[111],[4]
- L'étrange ville de Monsieur Chouchou, Studio théâtre de Stains, rue Carnot, Stains (mars 2013)[112]

2011
- Exposition collective, Espace Grimaldi, Monaco (n.d. 2011)[4]

2010
- Gaga Experience, Reflex gallery rue Jean-Jacques Rousseau, exposition collective art et mode à l'occasion du Monster Ball World Tour (19 décembre 2010 - 17 janvier 2011)[113]
- Lady Gaga à gogo, Galerie Chappe rue André-Barsacq, exposition collective à l'occasion du Monster Ball World Tour (22 octobre - 30 octobre 2010)[114]

2009
- Exposition collective TAG (tag and graf) au Grand Palais, Paris (27 mars - 3 mai 2009)[115],[116]

2006
- Femin'art, galerie Première station (métro Palais-Royal), Paris (n.d. 2006)[64]
- Rue, au Grand Palais, Paris (octobre 2006)[64]
- Viens jouer avec moi, exposition collective 100% Filles à L'Alimentation Générale, dans le 11e arrondissement de Paris (14 janvier - 3 février 2006)[64],[117]

2005
- Tag the System-Paris station, Espace Beaurepaire, Paris (14 juin - 19 juin 2005)[64],[118]

2004
- Graff II Femmes, Espace Beaurepaire, Paris (n.d. 2004)[64]
- Galerie Incognito, Paris (n.d. 2004)[64]
- Bataclan, Paris (n.d. 2004)[64]
- Exposition à La Fonderie, rue Jules Ferry, dans le cadre du festival Vladimir Kosmoff (off de Kosmopolite)[119], Bagnolet (25 juin - 4 juillet 2004)[120]

2003
- Edmond, Fonderie, Bagnolet (n.d. 2003)[64]
- Univers'art, Salle de la légion d'honneur, rue de la Légion d’honneur, Saint-Denis (n.d. 2003)[4],[64]
- Toast Gallery, dans le 5e arrondissement de Paris (n.d. 2003)[64]

2002
- 934 Style, Ginger Lili, Paris (n.d. 2002)[64]

### ProjetMoney for nothing
Elle participe au projet du collectionneur Dominique Barlaud Money For Nothing 1001, qui regroupe 1001 artistes autour du billet de banque

### Monographies
- Claire Champenois (auteur), Lady K : Déesse de la lettre, Du Layeur , 2022, 160 p. (ISBN 9782383780250, présentation en ligne). avec un texte de Dominique Barlaud, à l'origine du projet Money for nothing : Lady K poète des chiffres et des lettres

### Articles et revues
- (fr + en) Céline Bernier Robin, « Reso, propos recueillis par Céline Bernier Robin, “Ladies” by mister Freeze », Stuart, no 29,‎ novembre décembre 2021, p. 19 (ISSN 2498-3349, lire en ligne).
- (fr + en) Elie Volant, « Luxe pour Lady K avec Roger Dubuis et Lamborghini », Stuart, no 29,‎ novembre décembre 2021, p. 8 (ISSN 2498-3349, lire en ligne).
- (fr + en) Frida Almeida, « Zooxxl - L'expérience inédite », Stuart, no 24,‎ novembre décembre 2020, p. 16 (ISSN 2498-3349, lire en ligne)
- Area revue)s(, Area, no 10 « Vénus - Aspects des luttes et créations féminines », 2005 (ISBN 978-2-35276-049-8)

### Vidéos
- [vidéo] « Lady K : l'émancipation par le graff », Camille Pauvarel, Virginie Herz & Stéphanie Cheval sur France 24, 28 août 2020  « (Vidéo en ligne) »
- [vidéo] WRITERS 2 BANLIEUE, « ONEDAY with “LADY K” in PARIS », sur YouTube
- [vidéo] WRITERS 2 BANLIEUE, « ONEDAY with “LADY K” in PARIS 2e Opus », sur YouTube
- [vidéo] 3N Films, « Paris Graffiti: A "LADY K" Film », sur YouTube
- [vidéo] Joker Promotion Cedric NAIMI, « LADY K - émission JACKY - IDF 1 - 29/01/2016 », sur YouTube
- [vidéo] 3N Films, « Paris Graffiti: A "LADY K" Film », sur YouTube